# Bob Donham
Robert E. Donham, detto Bob (Hammond, 11 ottobre 1926 – Bellevue, 21 settembre 1983), è stato un cestista statunitense, professionista nella NBA.

## Carriera
Venne selezionato dai Boston Celtics al terzo giro del Draft NBA 1950 (23ª scelta assoluta).